# Set It Off (banda)
Set It Off es una banda de rock estadounidense creada en Tampa (Florida, EE. UU.). Ganaron seguidores a través del canal de YouTube de su cantante, Cody Carson, después firmaron con Equal Vision Records al lanzar varias canciones, una de ellas "Why Worry", lanzada hace 8 años con un gran éxito.

## Historia

### Formación - 2008
Cody Carson y Dan Clermont se conocieron cuando estaban en la banda musical de su instituto y se hicieron amigos. Austin Kerr y Zach DeWall estaban en otra banda antes de pertenecer a Set It Off. Llegaron a tocar algunos shows juntos mientras estaban en bandas diferentes. Cody acabó yendo a al Conservatorio de Música de Oberlin en Ohio. Allí grabó un vídeo para YouTube donde le pidió al cantante de All Time Low, que le dejaran cantar con él la canción "Coffee Shop Soundtrack" en el escenario, a lo que Alex Gaskarth accedió. Esta actuación, hizo que Carson dejara la universidad y usara su dinero de la escuela para perseguir su sueño de empezar un grupo de rock. DeWall y Kerr fueron los primeros en seguirle, después se les unió Dan. James Arran fue el primer batería de la banda pero por dificultades económicas tuvo que dejar la banda en 2008. A este le siguió Blake Howell quien acabó abandonando por dificultades familiares al igual que el siguiente batería que le siguió, Benji Panico quien dejó la banda en 2009 para perseguir sus sueños como fotógrafo. Tras buscar en foros musicales un nuevo batería, dieron finalmente con Maxx Danziger quien se acabó uniendo a la banda.

### Baby, You Don't Tripajaharda (2008)
Set It Off sacaron su primer EP el 30 de octubre de 2008. 
- Lista de canciones:
1. Break It Up
2. Shhh It's a Secret!
3. Oh Marjorie
4. Text Me Kelly
5. I May Not Be Fred Flinstone But I Can Make Your Bed Rock
6. Heart Breaker 101

### Calm Before the Storm (2009-2010)
Sacaron su segundo EP el 16 de mayo de 2009 llamado "Calm Before the Storm".
- Lista de canciones:
1. Introduction to Outselling a Salesman
2. 143
3. Houston We're Going Down
4. Pages & Paragraphs
5. Text Me, Kelly
6. I Promise

### Horrible Kids (2011-2012)
En julio de 2011, la banda pasó de ser independiente a firmar con la discográfica Equal Vision Records lanzando de nuevo su álbum debut Horrible Kids junto a su single "Chase It! el 30 de agosto de 2011.
Al hablar de este álbum, Carson expresó, "Nuestra mayor inspiración a la hora de escribir este álbum fueron las experiencias personales que tuvimos mientras crecíamos. Amo el poder hacer canciones con las que me pieda identificar de forma personal. Me gustaría que las personas escucharan Horrible Kids y  puedan escoger una canción que retrate exactamente una vivencia que han vivido permitiéndoles desahogarse a través de esta"
El álbum llegó al top 100  Alternative Albums  en iTunes. Fue grabado en Red Sparrow Studios en WIlson (Carolina del Norte).
- Lista de canciones:
1. Breathe In, Breathe Out
2. End in Tragedy
3. Ashley's Song
4. @ Reply
5. Horrible Kids
6. I Think It's Arrogance
7. Third Wheel
8. MIssing You
9. Chase It
10. Hush Hush

### Cinematics (2012 - 2013)
El 18 de julio de 2012, Set It Off anunció su primer álbum de larga duración llamado Cinematics. En septiembre de 2012, se lanzaba su versión Deluxe en iTunes.
- Lista de canciones:
1. Thoughts That Breathe
2. Nightmare
3. Swan Song
4. Plastic Promises
5. I'll Sleep When I'm Dead
6. No Control
7. Dream Catcher
8. Freak Show
9. Distance Disturbs Me
10. Dad's Song
11. I'd Rather Drown
12. The Grand Finale
13. Partners In Crime
14. Kill The Lights
15. You Are Loved

El álbum debutó por primera vez en Billboard 200 en la posición 174, en el top de Heatseekers (puesto 4) y en el puesto 38 de Independent Albums chart.
En junio de 2013 se lanzó una versió expandida de este álbum en donde se incluían las canciones "I'll Sleep When I'm Dead (Mira Remix)" y la versión acústica de "Dream Catcher".
En octubre, aparecieron junto a otros gruposen el nuevo álbum de la discográfica Fearless Records ("Punk Goes Christmas") con una canción original de temática navideña  "This Christmas (I'll Burn It to the Ground)" 

### Dualityy la salida de Austin Kerr (2014-2016)
A inicios del año 2013, Equal Vision Records anunciaba vía Youtube que el grupo se encontraba grabando un nuevo álbum junto al músico John Feldmann el cual sería lanzado en octubre de ese mismo año. El 21 de Agosto la banda grabó el videoclip para una de sus nuevas canciones "Why Worry" en la iglesia St. Mark's Church in-the-Bowery en Manhattan, usando a fans como figurantes.
El 14 de octubre de 2014 sacan su 3.º álbum, "Duality", el cual se convertiría en uno de los trabajos más exitosos de la banda. Fue rápidamente incluido en el puesto número 5 de los "Top 50 mejores álbumes del año" de Rock Sound.
- Lista de canciones:
1. The Haunting
2. N.M.E.
3. Forever Stuck in Our Youth
4. Why Worry
5. Ancient History
6. Bleak December
7. Duality
8. Wolf in Sheep's Clothing ft. William Beckett
9. Tomorrow ft. Jason Lancaster
10. Bad Guy
11. Miss Mysterious

Ese mismo año también aparecieron en el álbum conjunto de Fearless Records (Punk Goes Pop 6) haciendo una cover de la canción de Ariana Grande "Problem"
En febrero de 2015, la banda anunciaría que participarían en el Vans Warped Tour '15 momento en el que grabaron un video oficial para su canción "The Haunting". Poco después, en mayo, la banda anunciaba la salida del bajista Austin Kerr debido a varias acusaciones de agresión sexual hacia fans. Solo un mes después, el 23 de junio de 2015, la banda subía su cuarto EP Duality: Stories Unplugged el cual contenía 5 versiones acústicas de las canciones de su anterior álbum además de un nuevo lanzamiento "Wild, Wild World".
-Lista de canciones:
1. Ancient History (Acoustic)
2. Tomorrow (Acoustic)
3. Bleak December (Acoustic)
4. Why Worry (Acoustic)
5. The Haunting (Acoustic)
6. Wild Wild World (Acoustic)

En marzo de 2016 la banda anunció que volverían a participar en el Vans Warped Tour  aunque esta vez, en el escenario principal.

### Upside Down (2016 - 2017)
El 7 de octubre de 2016, lanzan su 4.er álbum Upside Down el cual dobló las ventas en la primera semana de Duality. 
-Lista de canciones 
1. Something New
2. Uncontainable
3. Life Afraid
4. Upside Down
5. Want
6. Diamond Girl
7. Tug of war
8. Admit it
9. Hypnotized
10. Never Know
11. Crutch
12. Me w/o Us

### Entrada a Fearless Records,Midnighty la salida de Dan (2018-2021)
En 2018, Set It Off anunció su salida de Equal Vision para firmar con la discográfica Fearless Records.
A inicios de ese año, Set It Off hizo un directo en YouTube para escribir una canción junto a sus fans. Con más de 1000 espectadores, construyeron una canción con distintas sugerencias de letras por parte de sus fans, canción que después llamarían "Hourglass Love"
El 24 de Julio publicaron su sencillo "Killer in the Mirror" junto a un vídeo musical. Unos meses después, el 19 de noviembre anunciaban vía Twitter su cuarto álbum Midnight, el cual publicaron el 1 de febrero del año siguiente.
-Lista de canciones:
1. Killer In The Mirror
2. Hourglass
3. Lonely Dance
4. Different Songs
5. For You Forever
6. Dancing With The Devil
7. Go To The Bed Angry (Feat. Wayfarers)
8. Midnight Thoughts
9. Criminal Minds
10. No Disrepect
11. Stitch Me Up
12. Raise No Fool
13. I Want You (Gone) (Feat. Matt Appleton)
14. Unopened Windows
15. Happy All The Time (Feat. Skyler Acord)

En mayo de 2019, se publicaban varias acusaciones anónimas relacionadas con una agresión sexual en Twitter hacia el guitarrista Dan Clermont. El grupo anunció que este se tomaría un descanso, pasando tiempo con su familia en lo que esto sucedía. Un mes después, Cody Carson revelaba que tenía una hemorragia en las cuerdas vocales durante la parte 2 del Midnight World Tour sin embargo, decidió continuar sin cancelar ninguna fecha. Sin embargo, este suceso le llevaría en septiembre a tener que ser operado por esto mismo, atrasando la cuarta parte del Midnight World Tour. Al final de ese mismo mes y a 5 meses desde la partida temporal de Dan Clermont, este anunciaba su salida definitiva de la banda para poder "centrarse en otros aspectos de su vida", haciendo que Set It Off continúe como un trío musical.
El 14 de febrero de 2020, Set It Off lanzó su quinto EP After Midnight.
-Lista de canciones:
1. Catch Me If You Can
2. So Predictable
3. One Single Second

Un año después, el 4 de junio de 2021, realizaron una versión expandida de estos dos anteriores álbumes llamada Midnight: The Final Chapter, consolidando así la primera triología de álbumes del grupo.

### Elsewhere (2021 - 2022)
El 29 de octubre de 2021, la banda publicaba su sencillo "Skeleton", siguíendole la salida de "Projector" y el anuncio de su nuevo álbum. 
Comenzaron su gira "Welcome to Elsewhere Tour" el 14 de enero de 2022 la cual se mantuvo hasta febrero de ese año.
El 11 de marzo de 2022, lanzan su sexto álbum de estudio "Elsewhere".
1. Skeleton
2. Projector
3. Cut Off
4. Loose Cannon
5. Why Do I
6. As Good As It Gets
7. Who´s In Control
8. Taste Of The Good Life
9. Why Not Me
10. Dangerous
11. Cordial
12. The Magic 8
13. Playing With Bad Luck
14. Peekaboo
15. Catch A Break
16. Better Than This

Después de este lanzamiento, anunciaron la segunda parte del "Welcome to Elsewhere Tour", la cual se realizaría desde agosto hasta septiembre de ese mismo año.
En 2022 hicieron una colaboración con la artista viertual de Vocaloid Hatsune Miku
1. Why Do I (With Hatsune Miku)
2. Why Do I Speed up (With Hatsune Miku)

### Dopamine (2023-presente)
En 2023, Set It Off anunciaba su salida de Fearless Records para convertirse en una banda independiente de nuevo. Anunciaron su nueva era "Dopamine" junto a un tour y un nuevo sencillo "Punching Bag".A este sencillo le seguirían varios más como "WIn WIn" (en colaboración con la artista Scene Queen), "Evil People" y "Parasite".  En noviembre de 2023 anunciaron una nueva gira llamada "The Deathless Tour". Para septiembre de 2024, ya tenían dos sencillos más llamados "Fake Ass Friends" y "Creating Monsters" además de una segunda parte del "Deathless Tour" que incluye Australia, Reino Unido y países de la Unión Europea.
Pese a la gran cantidad de sencillos publicados, en 2023 Cody Carson declaró en una entrevista para Rock Sound que no tenían planeado publicar ningún álbum de momento ya que tras volver a ser una banda independiente, no sentían la obligación de hacerlo.
-Lista de canciones (a fecha de hoy): 
1. Punching Bag
2. Win Win (Feat. Scene Queen)
3. Evil People
4. Parasite
5. Fake Ass Friends
6. Creating Monsters

## Videos Musicales
Set It Off ha sacado 16 videoclips para las canciones Pages and Paragraphs, Hush Hush, @ reply, Horrible Kids, Breathe In, Breathe Out, Swan Song, Partners In Crime, Why Worry, Killer in the Mirror Lonely Dance, Dancing with the Devil y Hourglass; además la banda ha publicado vídeos con las letras de las siguientes canciones: I'll Sleep When I'm Dead, Swan Song, Kill The Lights, Why Worry, Ancient History, Bleak December, Bleak December (acustic), Forever Stuck in Our youth, Duality.

## Canciones Filtradas
Un usuario en Youtube publicó una pequeña cantidad de demos que fueron tomados de la página oficial de la banda en Veeps o en la página oficial de Set It Off pagando el vip. Estos demos posiblemente pertenecen a las grabaciones para Upside Down, Midnight o Elsewhere
- This Ain't My Scene
- Good Luck With That
- Face It
- Drained
- The King
- The Truth About Lying
- Show Me The Door

## Influencias musicales
En sus inicios, el grupo destacaba por fusionar pop punk y rock alternativo con elementos sinfónicos. Con el paso del tiempo evolucionaron progresivamente hacia un sonido más pop rock, llegando a introducir elementos de R&B y hip hop. Sus influencias son A Day To Remember, All Time Low, Fall Out Boy, Four Year Strong, My Chemical Romance, etc

## Miembros del grupo
| - Cody Carson - voz, teclados, piano, guitarra rítmica, clarinete, saxofón (2008-presente), guitarra líder (2019-presente) - Zach DeWall - guitarra rítmica, guitarra líder (2008-presente), bajo, coros (2015-presente) - Maxx Danziger - batería, percusión (2010-presente) | - James Arran - batería, percusión (2008) - Blake Howell - batería, percusión (2008-2009) - Austin Kerr - bajo (2008-2015) - Benji Pánico - batería, percusión (2009-2010) - Dan Clermont - guitarra líder, teclados, piano, coros, voz gutural, trompeta (2008-2019) |

## Discografía
- Baby, You Don't Tripajaharda (EP) (2008)
- Calm Before the Storm (EP) (2009)
- Horrible Kids (EP)[41] (2011)
- Cinematics. (2012)
- Duality (2014)
- Upside Down (2016)
- Midnight (2019)
- After Midnight (EP) (2020)
- After Midnight: The Final Chapter (2021)
- Elsewhere (2022)

## Dopamine Tour
En febrero de 2023, la banda anuncia el "Dopamine Tour". Este tour se daría por gran parte de Norteamérica aunque después se fueron agregando más lugares del mundo.
Para este tour, se tendrían invitados que son: Scene Queen, Weathers, In Her Own Words y Rivals, aunque habría conciertos donde no estaría Scene Queen o estas algunas de estas bandas.
Las fechas de la 1.ª parte del tour son: 
- 1 de mayo de 2023: Baltimore, MD - Rams Head Live
- 2 de mayo de 2023: Norfolk, VA - The NorVa
- 3 de mayo de 2023: Pittsburgh, PA - Roxian Theatre
- 5 de mayo de 2023: Worcester, MA - The Palladium
- 6 de mayo de 2023: New York, NY - The Palladium Times Square
- 7 de mayo de 2023: Philadelphia, PA - Theater of Living Arts
- 9 de mayo de 2023: Atlanta, GA - The Masquerade
- 10 de mayo de 2023: Tampa, FL - The Orpheum
- 11 de mayo de 2023: Orlando, FL - The Beacham
- 14 de mayo de 2023: Nashville, TN - Eastside Bowl
- 15 de mayo de 2023: Charlotte, NC - The Underground
- 17 de mayo de 2023: Detroit, MI - Saint Andrew's Hall (Sin Rivals)
- 19 de mayo de 2023: Chicago, IL- House of Blues (Sin Rivals)
- 20 de mayo de 2023: Cleveland, OH - House of Blues
- 21 de mayo de 2023: Indianapolis, IN - Deluxe at Old National Centre
- 23 de mayo de 2023: Denver, CO - Summit
- 24 de mayo de 2023: Salt Lake City, UT - The Depot
- 26 de mayo de 2023: Sacramento, CA - Ace of Spades (Sin Scene Queen)
- 27 de mayo de 2023: Fresno, CA - Tioga Sequoia Brewery (Sin Scene Queen)
- 28 de mayo de 2023: Anaheim, CA - Anaheim House of Blues (Sin Scene Queen)